# Bostrychia rara
O íbis-malhado, íbis-malhada ou íbis-de-peito-pintado (Bostrychia rara) é uma espécie de ave da família Threskiornithidae.
Pode ser encontrado nos seguintes países: Angola, Camarões, República Centro-Africana, República do Congo, República Democrática do Congo, Costa do Marfim, Guiné Equatorial, Gabão, Gana, Guiné, Libéria, Nigéria, Serra Leoa e Uganda.